# فریسیان
فریسیان (لاتین: pharisæus گرفته شده از لغت عبری פְּרוּשִׁים پروشیم به معنی گروه جدا) گروهی سیاسی، اجتماعی و فکری در بین یهودیان در زمان معبد دوم بودند.
اختلاف میان فریسیان و صدوقیان اختلافی فرهنگی و مذهبی بود، که به زمان اسارت گرفته شدن یهودیان در بابل بازمی‌گشت. این اختلاف در طبقه اجتماعی این دو گروه نیز نمود داشت. صدوقیان بیش‌تر ثروتمند و اشراف‌زاده بودند و فریسیان این گونه نبودند. اختلاف دیگر فرهنگی بود که میان کسانی که طرفدار هلنیزیسیون (یونانی شدن) و مخالفان آن وجود داشت. اختلاف سوم، مذهبی بود میان کسانی که به معبد دوم اهمیت زیادی می‌دادند و میان کسانی که به بقیه قوانین موسی و رفتارهای پیامبران اهمیت می‌دادند. اختلاف مذهبی دیگری نیز بین صدوقیان و فریسیان وجود داشت از آنجا که صدوقیان فقط تورات نوشتاری را قبول داشته و تورات شفاهی (تلمود) را قبول نداشتند. همچنین صدوقیان اعتقادی به زنده شدن مردگان پس از مرگ نداشتند.
نخستین سند تاریخی بازمانده که در آن به فریسیان اشاره گشته، نوشته مورخ رومیِ یهودی یوسفوس (به انگلیسی Josephus) است، که در چهار مکتب فکری از آنان نام می‌برد. یوسفوس که خود فریسی بود، ادعا کرده‌است که فریسیان بیش‌تر مورد توجه عامه مردم بودند و از پشتیبانی آنان برخوردار بودند در حالی که صدوقیان جزو طبقه اشراف بودند. صدوقیان به روحانیان معبد اهمیت زیادی می‌دادند و معتقد بودند آن‌ها باید تورات را تفسیر کنند، در حالی که فریسیان ادعا می‌کردند که به تفسیر موسی و بقیه پیامبران پایبند اند.
کوچ یا تبعید شماری نامشخصی از یهودیان به دست بختنصر در ۵۹۷ پیش از میلاد و ویران شدن هیکل سلیمان در ۵۸۷ پیش از میلاد باعث تغییرات چشمگیری در آیین یهودی گردید. در ۵۳۹ پیش از میلاد با تسخیر بابل از سوی ایرانیان و آزاد کردن یهودیان دوباره تغییری در این دین پدید آمد. بعد از نابودی معبد دوم به دست رومیان در سال ۷۰ بعد از میلاد مسیح، فریسیان پایه و اساس یهودیت ربانی شدند که پایه و اساس تمامی شاخه‌های یهودیت فعلی غیر از قرائیّه (مکتبِ قرائیم) است.
به غیر از تاریخ یهودیان، از فریسیان به دفعات در انجیل عهد جدید یاد شده‌است و اختلافات آن‌ها با یحیی و عیسی اشاره شده‌است. همچنین در عهد جدید از این مطلب یاد شده‌است که پولس طرسوسی نیز یک فریسی بود.